# The Divine Antithesis
The Divine Antithesis — третий студийный альбом голландского блэк/авангард-метал-проекта De Magia Veterum, выпущенный 7 февраля 2011 года на лейбле Transcendental Creations.

## Отзывы критиков
| Оценки критиков | Оценки критиков |
| Источник        | Оценка          |
| --------------- | --------------- |
| AllMusic        | [ 1 ]           |

Эдуардо Ривадавиа из AllMusic поставил альбому три звезды из пяти, сказав: «Когда дело доходит до такого рода контр-интуитивных, умопомрачительных и маниакально интенсивных музыкальных экспериментов, вы либо понимаете, либо нет; так что если у вас нет времени и терпения (и здоровья!), чтобы пробираться через непрекращающееся пятно звуковой перегрузки в поисках непонятного и нигилистического, но очень реального и очень тщательно продуманного плана De Magia Veterum, ваше время, конечно, лучше потратить в другом месте. Чтобы немного прояснить ситуацию, справедливо будет сказать, что те, кто готов окунуться в этот мир, столкнутся с такими ужасами, как диссонирующие риффы, визжащие клавишные, разрывающий кишечник бас, гиперактивная перкуссия (как стабильного характера, так и непредсказуемая, например бластбит), увенчанная попеременно ужасающими криками и тошнотворным ворчанием, все они заявляют и повторяют бесчисленные богохульства в адрес J.C. Такова внутренняя работа извращённого разума музыкального апокалипсиса от De Magia Veterum. Подходите с осторожностью».

## Список композиций
| №                   | Название                                           | Длительность |
| ------------------- | -------------------------------------------------- | ------------ |
| 1.                  | «Part 1: Transfiguration»                          | 6:13         |
| 2.                  | «Part 2: The Stench of Burning Wings»              | 4:56         |
| 3.                  | «Part 3: The Flaming Sword»                        | 4:45         |
| 4.                  | «Part 4: The Heavens»                              | 5:09         |
| 5.                  | «Part 5: Torn Between Ruins, Faith and the Divine» | 4:30         |
| 6.                  | «Part 6: Burning Hands and a Crown of Flames»      | 5:16         |
| 7.                  | «Part 7: Angelical Deformity»                      | 4:53         |
| Общая длительность: | Общая длительность:                                | 35:42        |

## Участники записи
- Маурис де Йонг — вокал, инструменты, запись, сведение, обложка[2]

## История выпуска
| Регион | Дата | Лейбл                    | Формат | Номер в каталоге |
| ------ | ---- | ------------------------ | ------ | ---------------- |
| Канада | 2011 | Transcendental Creations | CD     | TC013            |